# Paul Greengrass
Paul Greengrass född 13 augusti 1955 i Cheam, Surrey, är en brittisk filmregissör, manusförfattare och filmproducent. Greengrass är känd för sin signatur med handkamera. Greengrass skulle inledningsvis regissera Watchmen, men produktionen lades ned några veckor innan filmningen skulle starta och Watchmen blev regisserad av Zack Snyder istället. 
Greengrass är mest känd för sina två Jason Bourne-filmer, med Matt Damon i huvudrollen, men också för United 93 som hade en budget på 15 miljoner dollar och spelade in över 70 miljoner dollar världen över. Filmen blev väl mottagen i USA och nominerades till 6 BAFTA-priser. 2010 kom Green Zone, också den med Damon i huvudrollen, vilken handlar om den gröna zonen i Bagdad.

## Filmografi i urval
- 1998 – The Theory of Flight (regi)
- 2002 – Bloody Sunday (manus och regi)
- 2004 – Omagh (TV-film; manus och produktion)
- 2004 – The Bourne Supremacy (regi)
- 2006 – United 93 (manus, regi och produktion)
- 2007 – The Bourne Ultimatum (regi)
- 2010 – Green Zone (regi och produktion)
- 2013 – Captain Phillips (regi)
- 2016 – Jason Bourne (manus, regi och produktion)
- 2018 – 22 July (manus, regi och produktion)
- 2020 – News of the World (manus och regi)
- 2025 – The Lost Bus (manus och regi)